# Коммунистическая символика

Символы коммунистических идей на проекте флага СССР 1923 года

Коммунистическая символика — совокупность знаков и символов, отличающих и определяющих основы идей коммунизма. Самыми распространёнными символами коммунизма являются «серп и молот», а также «красная звезда».
За более чем полуторастолетнюю историю движения сложился целый ряд отличительных знаков, позволяющих в образной лаконичной форме выразить суть коммунизма. Коммунистические партии и движения используют эти символы или их элементы в своей символике.

## Серп и молот

Серп и молот

Серп и молот — символ большевизма, главная советская государственная эмблема. Скрещённые серп и молот отображают в символической форме единство рабочих и крестьян в их мирном созидательном труде. Символ впервые установлен на гербе РСФСР в 1918 году. Изначально, помимо Серпа и Молота там должен был использоваться меч, но Ленин отказался от использования меча, заявив, что СССР не собирается вести захватнические войны.

## Красный флаг

Красное знамя

Красный цвет в трактовке большевиков — цвет крови, пролитой трудовым народом в борьбе против эксплуататоров. В более ранней и узкой трактовке, красный — цвет революционной борьбы, рабочего движения, символ пролитой народной крови в борьбе за свободу. История красного знамени уходит корнями в Средневековье (VIII век н. э. — «Восстание краснознамённых» в Горгане, Иран, 778—779 годы). В 1792 году красное знамя было поднято в Париже во время антимонархического народного восстания. Символом современного рабочего движения (символом пролитой народной крови) оно стало после Парижского восстания 1832 года. Законодательно революционное Красное Знамя было закреплено как государственный, а также как военный флаг, конституцией РСФСР в июле 1918 года, хотя де-факто оно уже выполняло эти функции согласно декрету ВЦИК от 14 апреля 1918 года.
Красный флаг изначально был символом всего рабочего движения, им пользовались как сторонники марксистского направления в социализме, так и анархистского, представители всего спектра социалистического рабочего движения. После окончания Гражданской войны в России красный флаг стал символом Советской России, в связи с чем несогласные с политикой нового режима анархисты постепенно отказывались от использования данного типа знамени, который использовали наряду с чёрным, после чего происходит размежевание символики на «коммунистическую» (красный флаг) и «анархистскую» (чёрный флаг, наряду с которым с 1930-х анархисты начали широко использовать чёрно-красный анархо-синдикалистский флаг, появившийся в XIX столетии).

## Красная звезда

Эмблема РККА

Пятиконечная звезда (пентаграмма без внутреннего пятиугольника) — геральдический знак, который использовался в символике многих стран, в том числе и США. Николай I в 1827 году ввёл звёзды на эполетах офицеров и генералов, в 1854 году звёзды начали использовать на погонах. После Октябрьской революции, красная звезда очень широко использовалась как символ РККА, присутствовала на флаге и гербе СССР, в символике левых организаций и движений.
По мнению писателя-фантаста и публициста А. В. Лазаревича, на использование красной звезды большевиками большое влияние оказал роман-утопия А. А. Богданова «Красная Звезда» (1908 год), в котором автор описал коммунистическое общество, существующее на Марсе.
Звезда стала считаться символом будущего, движения вперёд. Наиболее известные прочтения символа — пять населённых континентов Земли, а также пять пальцев руки рабочего. Менее известная трактовка — пять концов звезды представляют пять социальных групп, обеспечивающих движение к коммунизму: молодёжь (будущие поколения), армия (защита социализма), промышленные рабочие (производят товары потребления), сельскохозяйственные рабочие (производят пищу) и интеллигенция (критикуют и улучшают теорию и практику жизни для достижения коммунизма).

## «Пролетарии всех стран, соединяйтесь!»
Один из самых известных социалистических лозунгов. Впервые был высказан К. Марксом и Ф. Энгельсом в «Манифесте коммунистической партии».

## «Интернационал»
Международный пролетарский гимн, гимн коммунистических партий, социалистов и анархистов. Автор слов — французский анархист Эжен Потье, автор современной музыки — Пьер Дегейтер. На русский язык текст «Интернационала» перевёл в 1902 А. Коц.

## «Рот фронт!»
Интернациональное приветствие антифашистов, поднятая в полусгибе (или почти распрямлённая) правая рука с повёрнутым от себя сжатым кулаком.

## Менее известные символы
- Трёхлучевая звезда
- Восходящее солнце[англ.]
- Дие́го Мари́я де ла Консепсьо́н Хуан Непомусе́но Эстанисла́о де ла Риве́ра и Баррье́нтос Ако́ста и Родри́гес (исп. Diego María de la Concepción Juan Nepomuceno Estanislao de la Rivera y Barrientos Acosta y Rodríguez; 8 декабря 1886 — 25 ноября 1957) — мексиканский живописец, муралист, политический деятель левого толка. Являлся активным приверженцем марксизма в искусстве.

## Запрет на символы коммунизма
- В 2003 правительство Эстонии одобрило поправку в уложение о наказаниях. За публичное использование и тиражирование символов «оккупационных режимов», в том числе символа «серп и молот» предусмотрен штраф в размере около 1 тыс. евро. Для юридических лиц штраф составляет примерно 3,2 тыс. евро[3].
- 8 апреля 2011 года Министерство юстиции РФ отказало в регистрации политической партии РОТ Фронт. Одной из причин стало то, что эмблема партии — сжатый кулак внутри звезды — «в соответствии с заключением Геральдического совета при Президенте РФ <…> символизирует военную составляющую советской государственности и, одновременно, борьбу против существующего государственного строя, что может трактоваться как символ экстремизма»[4].
- 12 июля 2012 года молдавский парламент проголосовал за запрет коммунистической символики — серп и молот, и осудили «советскую оккупацию». Законопроект был подготовлен фракцией Либеральной партии во главе с Михаем Гимпу. Закон поддержали так же депутаты фракций Демократической партии Молдовы во главе с Марианом Лупу. Таким образом, после того как закон вступит в силу, Партия коммунистов становится запрещённым политическим формированием, которое не имеет право вести пропаганду и агитацию под своей символикой, участвовать в выборах. Также закон запрещает советские награды ветеранов Великой Отечественной войны, а также вынос знамени Победы на парадах 9 мая, так как на нём также присутствует коммунистическая символика — серп, молот и пятиконечная звезда. После же поданной коммунистами апелляции спустя девять месяцев Конституционный суд Молдавии признал незаконным запрет на использование советской символики, прежде всего серпа и молота[5][6].
- 9 апреля 2015 года Верховная Рада Украины проголосовала за закон об осуждении коммунистического и национал-социалистического (нацистского) тоталитарных режимов на Украине и запрете на пропаганду их символики. Согласно этому закону, запрет наложат на названия городов и других населённых пунктов, улиц и других объектов в населённых пунктах, связанных с фамилиями или псевдонимами деятелей СССР и КПСС. Также на названия, которые связаны с юбилеями Октябрьской революции, СССР и КПСС, на установления советской власти в каком-либо регионе (исключение — освобождение Украины Красной армией). За нарушение закона предусмотрено наказание в виде лишения свободы на срок до пяти лет.